# Sincici

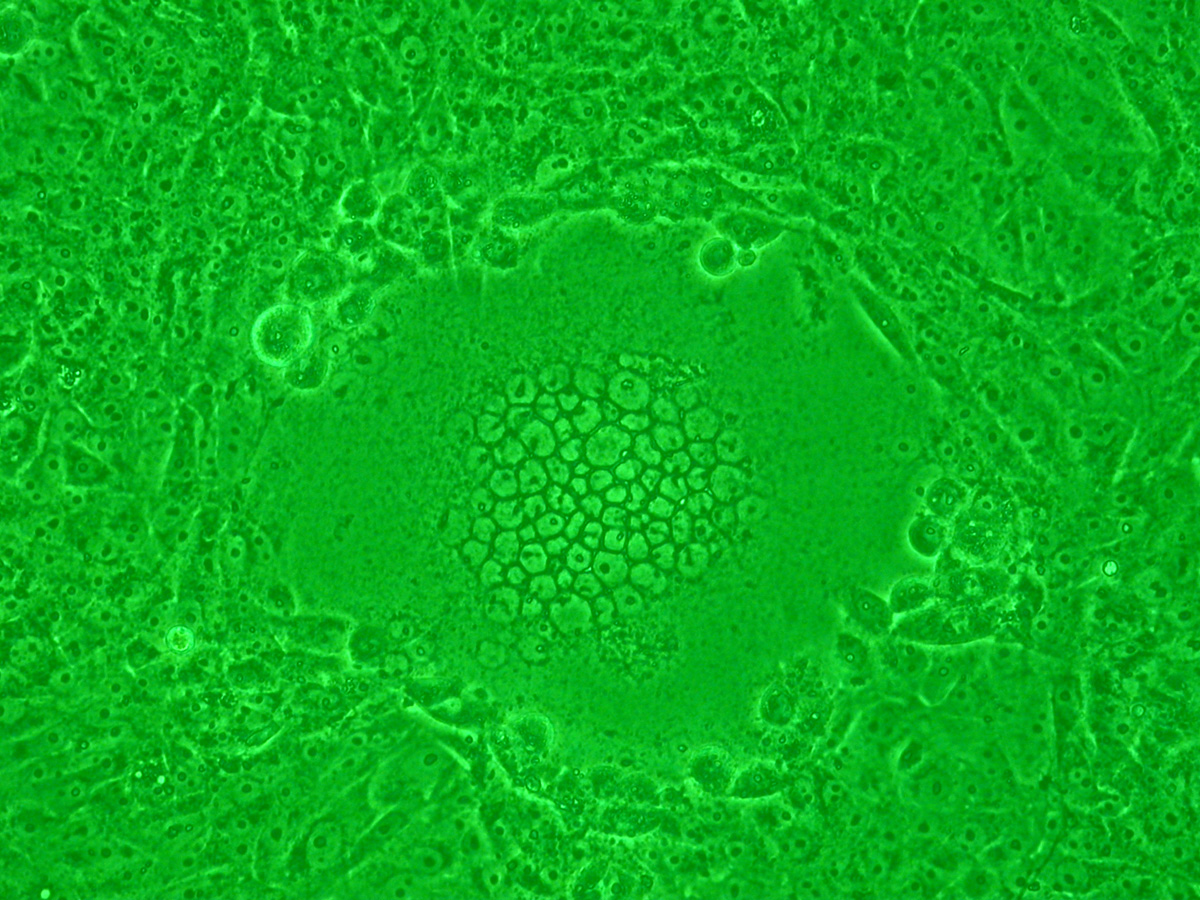
Sincici causat per infecció d'HSV-1

Un sincici, o síncit, (en llatí, anglès i altres idiomes syncytium i en plural syncytia; derivat del grec: σύν (syn) = 'junt' + κύτος (kytos) = 'capsa, és a dir, cèl·lula') és una cèl·lula multinucleada, la qual pot resultar de múltiples fusions cel·lulars de cèl·lules unicel·lulars (és a dir, cèl·lules amb un sol nucli), en contrast amb un cenòcit el qual resulta de múltiples divisions cel·lulars sense la citoquinesi acompanyant. Un exemple clàssic de sincici és la formació del múscul esquelètic. Aquest terme també es pot referir a les cèl·lules que estan intercomunicades per una membrana especialitzada gràcies a unions gap com es pot veure, per exemple, en les cèl·lules del múscul cardíac, les quals estan sincronitzades elèctricament en una acció potencial. Un altre ús, incorrecte però ben establert, del terme es troba en l'embriologia animal per referir-se a la blastoderma cenocític dels invertebrats.
L'enèrgide és la unitat constituïda per un nucli i la part de citoplasma que l'envolta. Aquest terme s'empra normalment en organismes que no presenten membranes que delimiten les cèl·lules, com ara algues i fongs cenocítics, sifonals o polienèrgids.

## Exemples fisiològics
Un sincici és una estructura normal en molts fongs. En plantes n'hi ha exemples durant el desenvolupament vegetal i inclou els lactífers no articulats, els tapetum amoboides i els plasmodis nucel·lars. En animals les fibres del múscul esquelètic es formen per la fusió de milers de cèl·lules musculars. La placenta és un altre important sincici en els animals placentaris. En patologia els sincicis també es poden formar quan les cèl·lules són infectades per diversos tipus de virus